# Windischgarsten
Windischgarsten is een gemeente in de Oostenrijkse deelstaat Opper-Oostenrijk, gelegen in het district Kirchdorf an der Krems (KI). De gemeente heeft ongeveer 2300 inwoners.

## Geografie
Windischgarsten heeft een oppervlakte van 5 km². Het ligt in het zuiden van de deelstaat Opper-Oostenrijk, ten zuiden van de stad Wels.

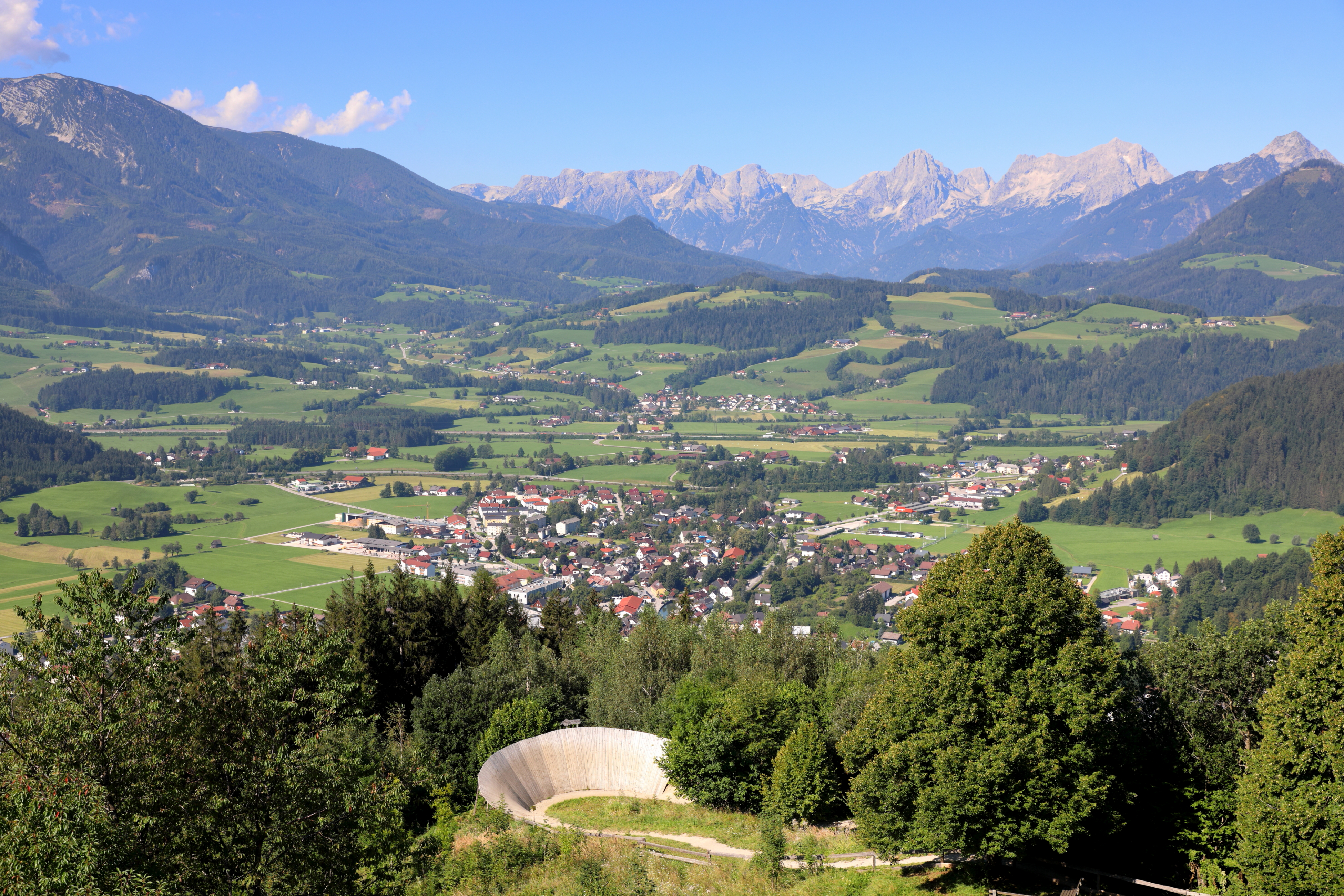
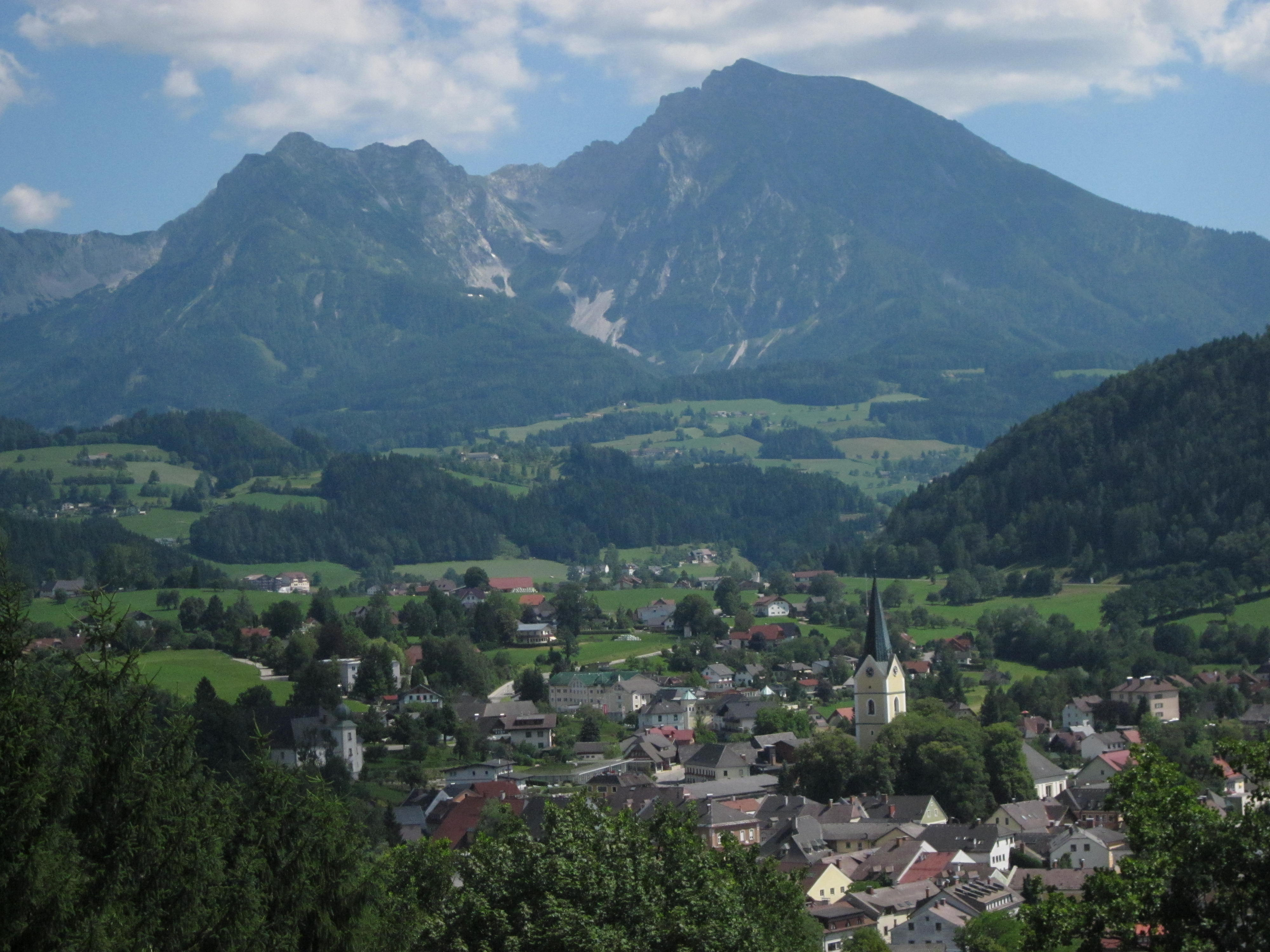
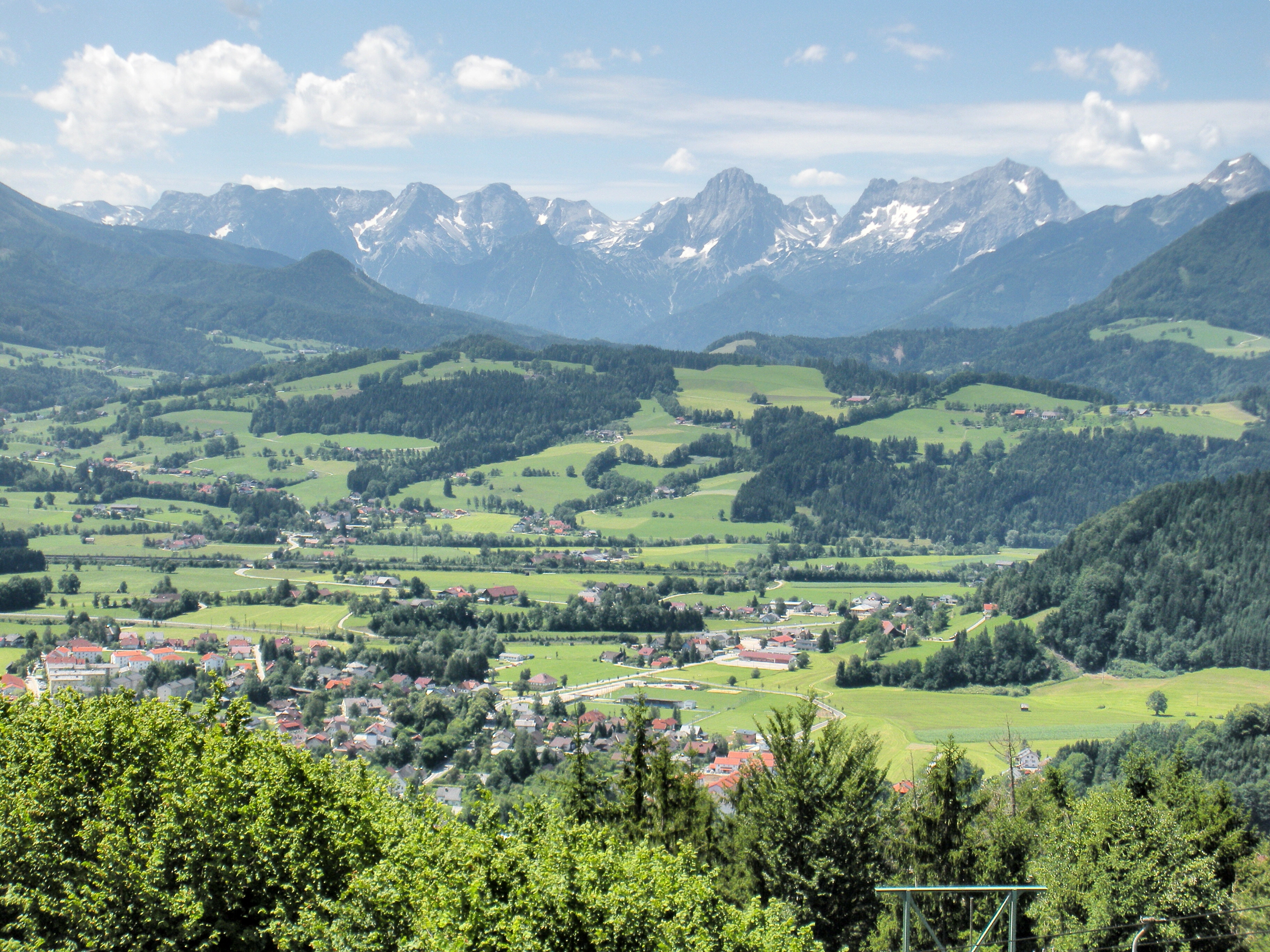

Edlbach · Grünburg · Hinterstoder · Inzersdorf im Kremstal · Kirchdorf an der Krems · Klaus an der Pyhrnbahn · Kremsmünster · Micheldorf in Oberösterreich · Molln · Nußbach · Oberschlierbach · Pettenbach · Ried im Traunkreis · Roßleithen · Rosenau am Hengstpaß · Schlierbach · Spital am Pyhrn · St. Pankraz · Steinbach am Ziehberg · Steinbach an der Steyr · Vorderstoder · Wartberg an der Krems · Windischgarsten
- Gemeinsame Normdatei: 4119121-3
- Library of Congress Control Number: no2001069244
- MusicBrainz: 1429649f-91a7-46c8-a7dc-a2f3af25c122
- Nationale Bibliotheek van Tsjechië: ge547593
- Nationale Bibliotheek van Israël: 987007494237205171
- Virtual International Authority File: 136371899
- WorldCat: E39PBJdMbFVXK6PQwvJMgFmrv3